# Jean-Claude Gagnon
 (novembre 2020).
Pour les articles homonymes, voir Gagnon.
Jean-Claude Gagnon est un professeur et didacticien du français, né à Sainte-Marguerite en 1942 et décédé à Québec le 16 mars 2007.

## Honneurs
- 2007 - Professeur émérite de l'Université Laval[2]
- 1998 - Chevalier de l'Ordre des arts et des lettres de France[3]
- 1991 - Chevalier de l'Ordre de la Pléiade[3]
- 1989 - Chevalier de l'Ordre national du mérite de France[3]